# Piłsudskiego (Panzerwagen)
Der Panzerwagen Piłsudskiego (auch genannt Józef Piłsudski oder Piłsudski-Panzer) war der erste improvisierte Panzerwagen aus Polen aus der Zeit des Polnisch-Ukrainischen Krieges von 1918 bis 1919.

## Geschichte

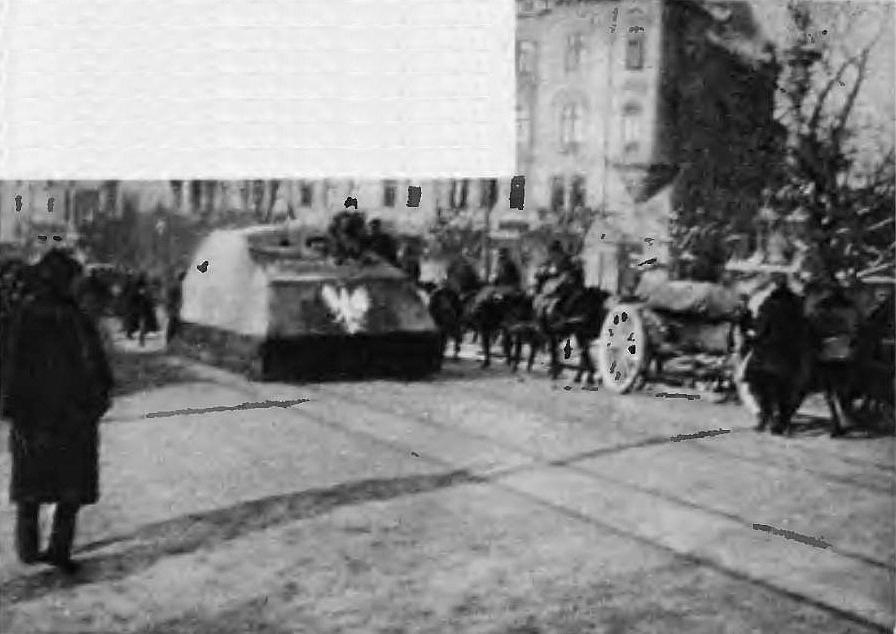
Der Panzerwagen Piłsudskiego auf den Straßen von Lemberg am 22. November 1918.

Der Konflikt um die Stadt Lemberg spitzte sich kurz vor dem Ende des Ersten Weltkriegs zu, als Polen und die Westukrainische Volksrepublik versuchten, das von beiden Nationalitäten bewohnte Ostgalizien zu übernehmen. Am 1. November 1918 eroberte das ukrainische Militär den größten Teil von Lemberg. Daraufhin begannen schwere Straßenkämpfe, welche bis zum 22. November 1918 andauerten.
Aufgrund dieser Straßenkämpfe begann der Professor Antoni Markowski von der Nationalen Polytechnischen Universität Lwiw einen improvisierten Panzerwagen zu entwickeln. Diesen Entwurf legte er dem Hauptmann Mieczysław Boruta-Spiechowicz vor, welcher zu der Zeit der Kommandeur der zweiten polnischen Heeresgruppe in Lemberg war. Die Idee wurde umgehend angenommen und die Arbeiten in den Eisenbahnwerkstätten von Lemberg begannen. Bereits am 8. November 1918 wurden die Arbeiten abgeschlossen.

## Produktion
Vom Panzerwagen Piłsudskiego gab es nur ein einziges Fahrzeug, welches am 8. November 1918 gebaut wurde.

## Technische Daten
Welches Fahrwerk verwendet wurde, ist unbekannt. Jedoch wog das Fahrzeug um die 5 Tonnen, war 6,20 m lang und 2,20 m hoch.
Die Bewaffnung bestand aus vier Maschinengewehren vom Typ Schwarzlose M.7/12. Die erste Besatzung bestand aus dem Kraftfahrer (Eugeniusz Bernacki), einem Beifahrer (Władysław Kubala), vier Maschinengewehrschützen (Mieczysław Kretowicz, Edward Kustanowicz, Bronisław Nizioł, Stefan Zambelli) und einem Kommandanten (Leutnant Edward Sas-Świstelnicki). Über die Panzerung ist nicht viel bekannt, jedoch konnte sie Kleinwaffenkugeln abhalten, welche durch die schräge Form oftmals abprallten.
Die Farbe des Fahrzeuges ist nicht bekannt, Man geht jedoch davon aus, dass es grau war. Auf der Vorderseite befand sich eine große Abbildung des Weißen Adlers mit Krone auf einem roten vertikalen Schild. Auf manchen Fotos führt der Panzerwagen die Flagge der Vereinigten Staaten von Amerika mit, was als Ausdruck der amerikanischen Unterstützung für die polnische Sache interpretiert wird.

## Einsatz
Nachdem das Fahrzeug fertig gestellt worden war, wurde es der technischen Abteilung des Oberkommandos zur Verteidigung Lembergs unterstellt. Den ersten Kampfeinsatz hatte der Panzerwagen einen Tag später, am 9. November, als Unterstützung eines Angriffs von Truppen des Leutnant Kazimierz Schleyen durch den Jesuitengarten. Hierbei fuhr der Panzerwagen auf der Mickiewicza-Straße in Richtung Jagiellonska-Straße und wurde auf Höhe der Krasickich-Straße durch einen Graben und eine Barrikade aus einem umgestürzten Möbelwagen aufgehalten. Dabei geriet das Fahrzeug unter heftigen Beschuss durch Handwaffen. Drei der eingebauten Maschinengewehre klemmten, weshalb sich das Fahrzeug wieder zurückziehen musste.
Dennoch konnte ein taktischer Erfolg gefeiert werden. Das Fahrzeug zog durch den Vorstoß bis zur Barrikade einen Großteil des ukrainischen Maschinengewehrfeuers auf sich. Dadurch konnte die Infanterie die Maschinengewehr-Stellungen ausschalten, welche den polnischen Soldaten zuvor hohe Verluste zugefügt hatten. Auch im Goluchowski-Palast konnte dadurch eine Maschinengewehr-Stellung ausgeschaltet werden und ein Viertel der Gebäude südlich des Jesuitengartens und das Gebäude der Hauptpost erobert werden.
Einen weiteren Einsatz des Panzerwagens in Lemberg gab es nach diesem Vorfall nicht mehr. Erst am 22. November 1918, als sich die ukrainischen Truppen aus der Stadt zurückzogen, wurde der Panzerwagen bei antijüdischen Ausschreitungen auf dem Krakauer Platz eingesetzt, dem sogenannten Lemberger Pogrom. Ein weiterer Einsatz nach diesen Vorfällen ist nicht bekannt. Auch der weitere Verbleib ist nicht bekannt.

## Nachbau

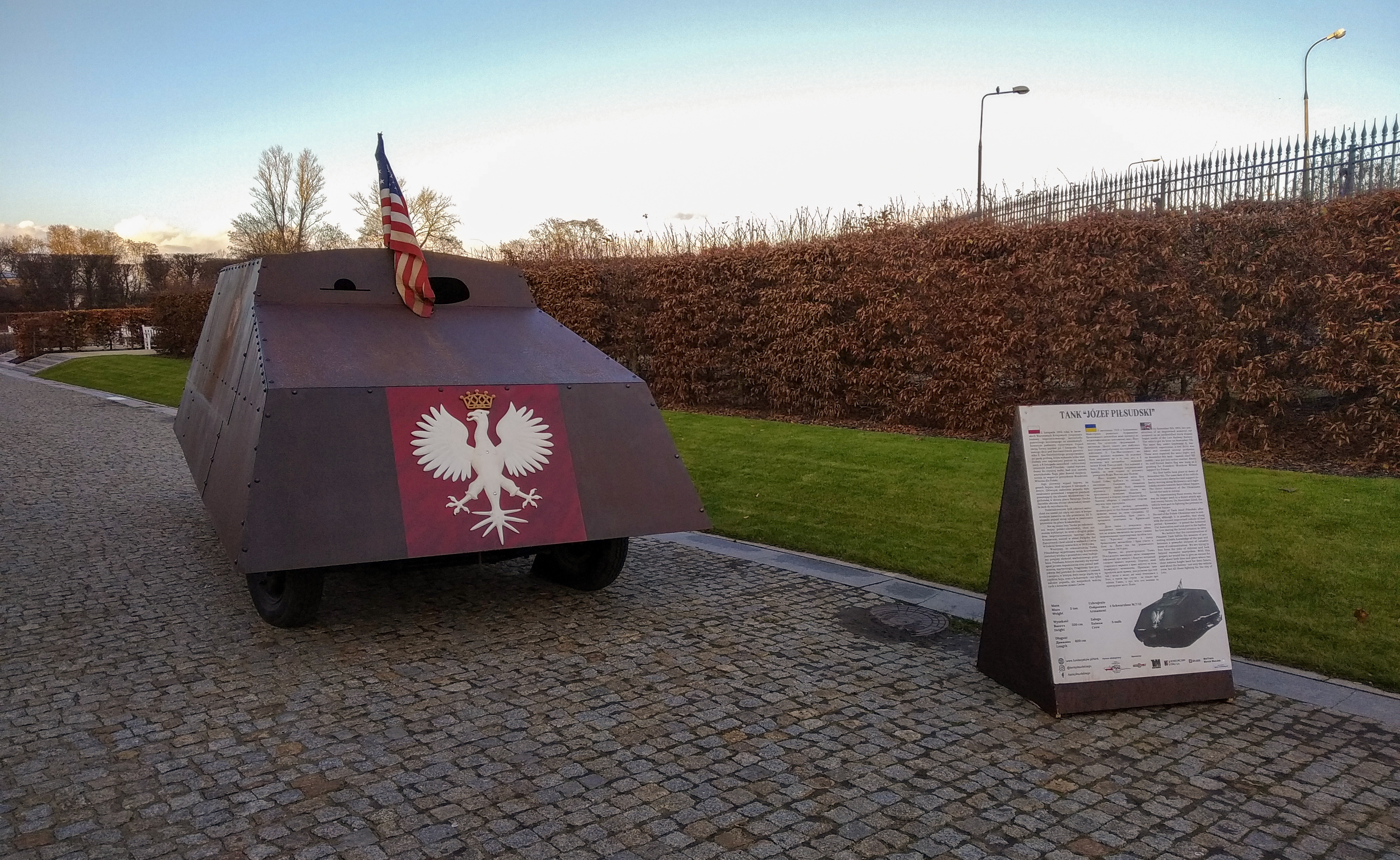
Rekonstruktion des Panzerwagen Piłsudskiego.

Im Jahr 2018 wurde mit dem Bau einer Rekonstruktion des Fahrzeuges von der Stiftung für die militärische Ausbildung der Eisenbahn begonnen. Aus Mangel an technischen Daten und Abmessungen wurde der Bau anhand eines Gebäudes in Lemberg berechnet und gebaut. Der Nachbau des Fahrzeuges wurde der Öffentlichkeit erstmals am 11. November 2018, dem 100-jährigen Jubiläum der Unabhängigkeit, präsentiert.